# Record of Lodoss War: Chronicles of the Heroic Knight
Chronicles of the Heroic Knight (jap. ロードス島戦記　英雄騎士伝, Rōdosu-tō Senki: Eiyū Kishiden, dt. „Kriegsgeschichte der Insel Lodoss: Chronik des heldenhaften Ritters“) ist eine Anime-Fernsehserie aus dem Jahr 1998 und gehört zur von Ryō Mizuno erdachten Fantasy-Saga Record of Lodoss War.
Bei den ersten acht Folgen handelt es sich um eine Neuinterpretation des letzten Handlungsbogens der OVA Record of Lodoss War rund um das Zepter der Herrschaft. Die Handlung ab der neunten Folge entspricht bis auf kleinere Einzelheiten dem Manga Die Chroniken von Flaim. Das Ende von Chronicles of the Heroic Knight bildet den Übergang zum OVA-Erzählzyklus Legend of Crystania.
Am Ende jeder Folge erscheint ein Bonus (Omake) Welcome to Lodoss Island! in der die Figuren in SD-Darstellung eine Parodie der Haupthandlung liefern.

## Handlung
Erzählt wird die Geschichte des jungen Spark, der am Hof des Königs Kashew lebt und unbedingt ein Ritter werden will, so wie sein großes Vorbild Parn.
Spark überrascht eine Gruppe Dunkelelfen, die einen Schatz aus der Burg von Flaim rauben wollen. Er versucht, sie aufzuhalten, scheitert aber. König Kashew, von seinem Mut beeindruckt, sendet ihn mit einer kleinen Gruppe aus, den Schatz zurückzuholen. Bald stößt die junge Neese zu ihnen, die eine entscheidende Rolle im bevorstehenden Konflikt spielen wird.

## Produktion und Veröffentlichung
Die 27-teilige Fernsehserie wurde 1998 von AIC produziert, Regie führte Hitoyuki Matsui. Das Charakterdesign entwickelten Azumano Takashi und Toshiko Sasaki und Produzenten waren Makiko Iwata und Takeshi Tamiya. Die Erstausstrahlung fand vom 1. April bis 30. September 1998 bei Fuji Television statt. Es folgten Übersetzungen ins Englische, Spanische, Französische, Koreanische und Italienische.
Die gesamte Serie ist mit insgesamt acht DVD Boxen bei OVA Films erschienen. Am 3. und 10. September 2004 wurde die Serie in zwei Teilen auf VOX mit deutschen Untertiteln ausgestrahlt. Am 2. Juni und 7. Juli 2006 wurde die Serie wiederum in 2 Teilen nochmals auf VOX ausgestrahlt, diesmal jedoch in deutscher Synchronisation.

### Synchronisation
Die deutsche Synchronisation wurde vom Studio Circle of Arts angefertigt.
| Rolle   | Japanischer Sprecher (Seiyū) | Deutscher Sprecher |
| ------- | ---------------------------- | ------------------ |
| Parn    | Nobutoshi Canna              | Timmo Niesner      |
| Deedlit | Shiho Niiyama                | Beate Pfeiffer     |
| Ashram  | Shō Hayami                   | Claus-Peter Damitz |
| Slain   | Mitusuru Miyamoto            | Jacques Breuer     |
| Neese   | Chie Sawaguchi               | Catrin Dams        |
| Spark   | Kenji Nojima                 | Hannes Maurer      |
| Leaf    | Maaya Sakamoto               | Marie Bierstedt    |

### Musik
Den Soundtrack des Animes komponierte Kaoru Wada. Für den Vorspann verwendete man Kiseki no Umi von Maaya Sakamoto und der Abspann wurde unterlegt mit dem Lied Hikari no Suashi von Chie Ishibashi.

## Adaptionen
Zur Fernsehserie erschien auch eine sechsteilige Hörspielreihe und drei Soundtracks sowie drei Filmbooks des Magazins Newtype.

## Rezeption
Die deutsche Zeitschrift AnimaniA lobt die gute deutsche Synchronisation. Der Anime sei eine „gelungene und spannende Bereicherung“ zur OVA. Die Animation sei für eine Fernsehserie in ihrer Zeit gut, sehe aber einige Jahre danach stellenweise schon veraltet aus – vor allem wegen des Rückgriffs auf Standbilder während der Kämpfe. Die Charaktere aber seien sympathisch, der Soundtrack mitreißend und die Serie insgesamt stimmungsvoll. Ebenso sehr gelungen seien die Boni am Ende jeder Folge. Die MangasZene kritisiert das sich während der Serie verändernde Charakterdesign, das gegen Ende übereilig produziert wirkt. Die Serie habe zwar ihre starken Punkte, sei aber nicht so aggressiv dargestellt wie die Mangas und OVA und könne einige Manga-Leser enttäuschen.